# KNVB Beker 1965/66
Het seizoen 1965/66 van de KNVB Beker was de 48e editie van de Nederlandse voetbalcompetitie met als inzet de KNVB Beker en een plek in de Europa Cup II. Aan het toernooi namen alle ploegen uit de Nederlandse Eredivisie, Eerste divisie en Tweede divisie deel, 61 in totaal. Sparta won deze editie door in de finale ADO met 1-0 te verslaan.
In een poging het bekertoernooi meer aanzien te geven, had de KNVB besloten de eerste ronde in regionaal ingedeelde groepen af te werken. Lagere reiskosten en aantrekkelijkere wedstrijden moesten voor hogere recettes en meer spanning zorgen. Daarbij speelden de ploegen in deze opzet minimaal drie wedstrijden in het bekertoernooi.

## Groepsfase
De groepsfase vond plaats tussen september 1965 en januari 1966. Er werd gespeeld in een halve competitie. Bekerkampioen Feijenoord was vrijgesteld voor deze groepsfase.

### Groep 1
| Datum             | Wedstrijd               | Uitslag       | Scoreverloop                                                                                                   |
| ----------------- | ----------------------- | ------------- | --- |
| 19 september 1965 | Heerenveen – GVAV       | 0 – 3 (0 – 1) | 4' Joop Oomens 0-1, 62' Gerrit van Tilburg 0-2, 80' Hennie van Nee 0-3                                         |
| 19 september 1965 | Veendam – SC Cambuur    | 3 – 0 (2 – 0) | 7' Bennie Specken 1-0, 45' Jetze Pascal 2-0, 75' Rikkert La Crois 3-0                                          |
| 7 november 1965   | SC Cambuur – Heerenveen | 3 – 1 (2 – 1) | 17' Jaap Mulder 1-0, 41' Oeki Hoekema 2-0, 44' Henk Klunder (pen) 2-1, 57' Albert (Pier) Alma 3-1              |
| 7 november 1965   | GVAV – Veendam          | 0 – 3 (0 – 1) | 15' Bé Kuiper (p) 0-1, 61' Rikkert La Crois 0-2, 78' Bennie Specken 0-3                                        |
| 2 januari 1966    | GVAV – SC Cambuur       | 4 – 1 (1 – 1) | 4' Dirk Roelfsema 0-1, 19' Joop Oomens 1-1, 53' Joop Oomens 2-1, 70' Dick Bosschieter 3-1, 87' Joop Oomens 4-1 |
| 2 januari 1966    | Veendam – Heerenveen    | 3 – 0 (0 – 0) | 49' Jetze Pascal 1-0, 53' Jan Boelens 2-0, 71' Bé Kuiper 3-0                                                   |

### Groep 2
| Datum             | Wedstrijd                     | Uitslag       | Scoreverloop |
| ----------------- | ----------------------------- | ------------- | --- |
| 19 september 1965 | De Graafschap – Tubantia      | 3 – 1 (1 – 1) | 18' Frits Huiskes 0-1, 37' Ben Zweers 1-1, 68' Joop Hartjes 2-1, 84' Joop Hartjes 3-1                                                                                                 |
| 19 september 1965 | FC Twente '65 – AGOVV         | 3 – 1 (2 – 1) | 3' Dais ter Beek 1-0, 14' Issy ten Donkelaar 2-0, 15' Piet Smits 2-1, 84' Hans Roordink 3-1                                                                                           |
| 7 november 1965   | AGOVV – De Graafschap         | 1 – 2 (0 – 0) | 50' Henk van Brussel 0-1, 51' Jan Fiechter 1-1, 61' Ben Zweers 1-2 |
| 7 november 1965   | Tubantia – FC Twente '65      | 3 – 5 (1 – 2) | 37' Hans Roordink 0-1, 41' Bertus Strating 1-1, 43' Heinz Höher 1-2, 53' Frits Huiskes 2-2, 67' Jan Rompelman 3-2, 73' Johan Plageman 3-3, 75' Hans Roordink 3-4, 88' Heinz Höher 3-5 |
| 2 januari 1966    | Tubantia – AGOVV              | 0 – 3 (0 – 2) | 7' Aart Inklaar 0-1, 32' Kees Nijdeken 0-2, 65' Aart Inklaar 0-3 |
| 2 januari 1966    | FC Twente '65 – De Graafschap | 0 – 0         | |

### Groep 3
| Datum                            | Wedstrijd                | Uitslag       | Scoreverloop                                                                                       |
| -------------------------------- | ------------------------ | ------------- | -------------------------------------------------------------------------------------------------- |
| 19 september 1965                | Zwartemeer – PEC         | 0 – 1 (0 – 1) | 30' Leo Koopman 0-1                                                                                |
| 19 september 1965                | Zwolsche Boys – Heracles | 0 – 3 (0 – 1) | 23' Phillip Tinney 0-1, 62' Herman Morsink 0-2, 63' Herman Morsink 0-3                             |
| 7 november 1965                  | Heracles – Zwartemeer    | 3 – 1 (1 – 0) | 30' Sybrand Timmer (e.d.) 1-0, 55' Herman Morsink 2-0, 75' Joop Meijer 2-1, 85' Herman Morsink 3-1 |
| 7 november 1965                  | PEC – Zwolsche Boys      | 2 – 1 (1 – 0) | 20' Gerrit Voges 1-0, 61' Gerrit Voges 2-0, 87' Henk Ras 2-1                                       |
| 3 februari 1966 terrein Go Ahead | PEC – Heracles           | 2 – 2 (0 – 2) | 14' Flip Stapper 0-1, 28' Epi Drost 0-2, 79' Gerrit Voges 1-2, Wolfram Arnthof (e.d.) 2-2          |

Zwartemeer-Zwolsche Boys is niet meer gespeeld

### Groep 4
| Datum             | Wedstrijd             | Uitslag       | Scoreverloop |
| ----------------- | --------------------- | ------------- | --- |
| 19 september 1965 | Go Ahead – Vitesse    | 3 – 0 (1 – 0) | 30' Gerrit Niehaus 1-0, 65' Wietse Veenstra 2-0, 81' Wietse Veenstra 3-0                                           |
| 19 september 1965 | N.E.C. – Wageningen   | 3 – 2 (0 – 0) | 53' Jo Schipperheijn 1-0, 64' Piet Hermsen 1-1, 80' Chris Geutjes 2-1, 88' Piet Hermsen 2-2, 89' Chris Geutjes 3-2 |
| 7 november 1965   | Vitesse – N.E.C.      | 1 – 1 (0 – 0) | 58' Chris de Vries 1-0, 80' Gerard Weber (pen) 1-1                                                                 |
| 7 november 1965   | Wageningen – Go Ahead | 0 – 1 (0 – 1) | 13' Gerrit Niehaus 0-1                                                                                             |
| 2 januari 1966    | Go Ahead – N.E.C.     | 2 – 0 (2 – 0) | 31' Wietse Veenstra 1-0, 40' Jan Boekestein 2-0                                                                    |
| 2 januari 1966    | Wageningen – Vitesse  | 2 – 2 (1 – 1) | 20' Frans van Ernst 1-0, 38' Piet van Kerkhof 1-1, 60' Jan Veenstra 1-2, 80' Gerrit Martens 2-2                    |

### Groep 5
| Datum             | Wedstrijd                      | Uitslag       | Scoreverloop |
| ----------------- | ------------------------------ | ------------- | --- |
| 19 september 1965 | FC Den Bosch/BVV – VVV         | 3 – 2 (0 – 1) | 12' Don Burhenne 0-1, 51' Jean Thans 0-2, 55' Frans Olde Riekerink 1-2, 61' Gerard Schuurman 2-2, 71' Frans Olde Riekerink 3-2 |
| 19 september 1965 | Fortuna '54 – Wilhelmina       | 2 – 0 (0 – 0) | 56' Jean Munsters (p) 1-0, 62' Chris Coenen 2-0                                                                                |
| 7 november 1965   | VVV – Fortuna '54              | 2 – 2 (1 – 1) | 38' Jean Thans 1-0, 44' Carel Breikers 1-1, 78' Jean Thans 2-1, 85' Piet van Rhijn 2-2                                         |
| 7 november 1965   | Wilhelmina – FC Den Bosch/BVV  | 2 – 3 (0 – 1) | 10' Theo Borsten 0-1, 55' Nico Gloudemans 1-1, 62' Theo Borsten 1-2, 65' Karel Paulides 1-3, 81' Bert Harmse 2-3               |
| 2 januari 1966    | FC Den Bosch/BVV – Fortuna '54 | 1 – 0 (0 – 0) | 57' Wim van Helvoort 1-0 |
| 2 januari 1966    | VVV – Wilhelmina               | 1 – 1 (0 – 0) | 76' Frans Derix 1-0, 80' Wim van den Heuvel 1-1                                                                                |

### Groep 6
| Datum             | Wedstrijd           | Uitslag       | Scoreverloop |
| ----------------- | ------------------- | ------------- | --- |
| 19 september 1965 | MVV – Sittardia     | 3 – 1 (1 – 0) | 11' Bert Willems 1-0, 73' Willy Brokamp 2-0, 83' Frans Guns 2-1, 88' Henk Brinkhuis 3-1                                                                 |
| 19 september 1965 | Roda JC – Limburgia | 4 – 2 (2 – 2) | 29' Giel Stevelmans 1-0, 33' Jan Munnecom 1-1, 35' Herbert Kriescher 2-1, 38' Joop Beckers (pen) 2-2, 53' Joep Haan 3-2, 84' John van Tricht (e.d.) 4-2 |
| 7 november 1965   | Limburgia – MVV     | 1 – 3 (0 – 0) | 62' Willy Brokamp 0-1, 74' Bert Willems 0-2, 77' Joep Beckers (pen) 1-2, 85' Willy Brokamp 1-3                                                          |
| 7 november 1965   | Sittardia – Roda JC | 4 – 1 (3 – 1) | 12' Theo Netten 1-0, 14' Hens Fischer 1-1, 32' Gerard (Sjeer) Gruisen 2-1, 33' John Pfeiffer (e.d.) 3-1, 62' Willy Dullens 4-1                          |
| 2 januari 1966    | Roda JC – MVV       | 0 – 1 (0 – 1) | 25' Werner Weigel 0-1 |

Sittardia-Limburgia is niet meer gespeeld

### Groep 7
| Datum             | Wedstrijd                 | Uitslag       | Scoreverloop |
| ----------------- | ------------------------- | ------------- | --- |
| 19 september 1965 | Baronie – Eindhoven       | 1 – 1 (1 – 0) | 11' Ad van den Broek 1-0, 57' Henk Leusink 1-1 |
| 19 september 1965 | PSV – Helmondia '55       | 3 – 0 (1 – 0) | 12' Willy van der Kuijlen 1-0, 60' Willy van der Kuijlen 2-0, 89' Piet Giesen 3-0 |
| 7 november 1965   | Eindhoven – PSV           | 3 – 3 (1 – 2) | 11' Wim Wolbers 0-1, 28' Wim Wolbers 0-2, 37' Henk Leusink 1-2, 53' Willy van der Kuijlen 1-3, 67' Henk Leusink 2-3, 78' Ad Vermeer 3-3                                                                     |
| 7 november 1965   | Helmondia '55 – Baronie   | 1 – 3 (0 – 1) | 20' Addy Brouwers 0-1, 65' Gerrie Deijkers 0-2, 83' Lambert Kreekels (pen) 1-2, 84' Piet van den Broek (pen) 1-3                                                                                            |
| 2 januari 1966    | Eindhoven – Helmondia '55 | 0 – 0         | |
| 2 januari 1966    | PSV – Baronie             | 5 – 2 (2 – 0) | 5' Willy van der Kuijlen 1-0, 10' Daan Schrijvers (pen) 2-0, 50' Piet van den Broek (e.d.) 3-0, 65' Ad van den Broek 3-1, 66' Ad Vermolen 3-2, 70' Willy van der Kuijlen 4-2, 75' Daan Schrijvers (pen) 5-2 |

### Groep 8
| Datum             | Wedstrijd        | Uitslag       | Scoreverloop |
| ----------------- | ---------------- | ------------- | --- |
| 19 september 1965 | RBC – NOAD       | 3 – 2 (3 – 1) | Ton van Zandvliet 1-0, Rien van den Heuvel (pen) 1-1, Floor Verhagen 2-1, Floor Verhagen 3-1, Henk Zieltjens 3-2          |
| 19 september 1965 | Willem II – NAC  | 1 – 4 (1 – 2) | 6' Jan van Gorp 0-1, 10' Bennie Bartelink 1-1, 41' Ad Graaumans 1-2, 65' Jacques Visschers 1-3, 89' Ad Graaumans 1-4      |
| 7 november 1965   | NAC – RBC        | 1 – 1 (0 – 1) | 8' René van de Boom 0-1, 60' Tomislav Kaloperović 1-1                                                                     |
| 7 november 1965   | NOAD – Willem II | 2 – 3 (1 – 1) | 8' Willy Senders 0-1, 37' Piet Dankers (p) 1-1, 67' Rini Mettes 1-2, 68' Willy Senders 1-3, 71' Herman Tijssen (e.d.) 2-3 |
| 2 januari 1966    | NAC – NOAD       | 4 – 0 (0 – 0) | 54' Jacques Visschers 1-0, 60' Jacques Visschers 2-0, 81' Peet Petersen 3-0, 88' Ad Graaumans 4-0                         |
| 2 januari 1966    | Willem II – RBC  | 4 – 0 (3 – 0) | 27' Rini Mettes 1-0, 37' Frie Nouwens 2-0, 38' Willy Senders 3-0, 57' Rini Mettes 4-0                                     |

### Groep 9
| Datum             | Wedstrijd           | Uitslag       | Scoreverloop |
| ----------------- | ------------------- | ------------- | --- |
| 19 september 1965 | Blauw Wit – DWS     | 1 – 1 (1 – 1) | 41' Rob Rensenbrink 0-1, 43' Arie de Oude 1-1 |
| 19 september 1965 | EDO – Haarlem       | 1 – 1 (1 – 0) | 40' Ferry Kock 1-0, 60' Otto Berendregt 1-1 |
| 7 november 1965   | DWS – EDO           | 8 – 1 (3 – 1) | 3' Bert Slisser 0-1, 15' Rob Rensenbrink 1-1, Piet Boogaard 2-1, Piet Boogaard 3-1, Michel van der Loop 4-1, Rob Rensenbrink 5-1, Huub Lenz 6-1, 75' Piet Boogaard 7-1, 82' Michel van der Loop 8-1 |
| 7 november 1965   | Haarlem – Blauw Wit | 5 – 2 (4 – 2) | 10' Michel Kruin 0-1, 15' Nico Jonker 1-1, 18' Wietze Couperus (pen) 2-1, Rob Bosdijk 3-1, Paul Kramer 3-2, Wietze Couperus 4-2, 82' Wietze Couperus 5-2                                            |
| 2 januari 1966    | DWS – Haarlem       | 1 – 0 (0 – 0) | 80' Frans Geurtsen 1-0 |
| 10 maart 1966     | EDO – Blauw Wit     | 2 – 4 (0 – 0) | 47' Wim Zoeteman 1-0, 64' Ruud Geestman 1-1, Gerard Hup 2-1, Piet Witschge 2-2, Arie de Oude 2-3, Arie de Oude 2-4                                                                                  |

### Groep 10
| Datum             | Wedstrijd                       | Uitslag       | Scoreverloop |
| ----------------- | ------------------------------- | ------------- | --- |
| 19 september 1965 | Ajax – De Volewijckers          | 5 – 0 (3 – 0) | 23' Johan Cruijff 1-0, 28' Johan Cruijff 2-0, 44' Co Prins 3-0, 47' Co Prins 4-0, 78' Cees de Wolf 5-0                      |
| 19 september 1965 | FC Zaanstreek – ZFC             | 1 – 0 (0 – 0) | 77' Aard Spruit 1-0 |
| 7 november 1965   | De Volewijckers – FC Zaanstreek | 2 – 2 (1 – 1) | 10' Piet Ouderland 0-1, 17' Johan Engelsma 1-1, 50' Johan Engelsma 2-1, 66' Cees Groot 2-2                                  |
| 7 november 1965   | ZFC – Ajax                      | 0 – 3 (0 – 3) | 7' Johan Cruijff 0-1, 14' Sjaak Swart 0-2, 27' Sjaak Swart 0-3                                                              |
| 2 januari 1966    | Ajax – FC Zaanstreek            | 3 – 1 (2 – 1) | 16' Piet Ouderland 0-1, 23' Co Prins 1-1, 40' Johan Cruijff 2-1, 73' Johan Cruijff 3-1                                      |
| 16 januari 1966   | ZFC – De Volewijckers           | 2 – 4 (1 – 4) | 10' Dirk de Ruiter 0-1, Dirk de Ruiter 0-2, Henk van Meteren 1-2, Co Adriaanse 1-3, Arie van Dijk 1-4, Henk van Meteren 2-4 |

### Groep 11
| Datum             | Wedstrijd              | Uitslag       | Scoreverloop |
| ----------------- | ---------------------- | ------------- | --- |
| 19 september 1965 | RCH – Telstar          | 0 – 3 (0 – 0) | 55' Ger Clement 0-1, 76' Rob de Vries 0-2, 85' Rob de Vries 0-3                                                                           |
| 19 september 1965 | Volendam – Alkmaar '54 | 6 – 1 (2 – 0) | 12' Dick Tol 1-0, 20' Dick Tol 2-0, 52' Dick Bond 3-0, 59' Gerrie Mühren 4-0, 62' Gerrie Mühren 5-0, 69' Siem Tijm 5-1, 81' Dick Bond 6-1 |
| 7 november 1965   | Alkmaar '54 – RCH      | 3 – 1 (3 – 0) | 8' Chris Lefering 1-0, 17' Piet Beets 2-0, 22' Piet Buis 3-0, 67' Herman Koers (pen) 3-1                                                  |
| 7 november 1965   | Telstar – Volendam     | 1 – 0 (1 – 0) | 30' Fred Dikstaal 1-0 |
| 2 januari 1966    | RCH – Volendam         | 0 – 4 (0 – 1) | 20' Albert Tuijp 0-1, 48' Dick Tol 0-2, 60' Johan Pelk 0-3, 75' Dick Tol 0-4                                                              |
| 2 januari 1966    | Telstar – Alkmaar '54  | 0 – 0         | |

### Groep 12
| Datum             | Wedstrijd               | Uitslag        | Scoreverloop |
| ----------------- | ----------------------- | -------------- | --- |
| 19 september 1965 | Hilversum – DOS         | 1 – 2 (1 – 0)  | 33' Heinz Kraneveldt 1-0, 67' Tonny van der Linden 1-1, 89' Henk Wery 1-2 |
| 19 september 1965 | Velox – SC Gooiland     | 5 – 1 (3 – 1)  | 14' Cees Kick (pen) 0-1, 25' Cees Sluijk (pen) 1-1, 26' Co Alflen 2-1, 38' Cees Sluijk 3-1, 57' Co Alflen 4-1, 65' Co Alflen 5-1 |
| 7 november 1965   | DOS – Velox             | 1 – 1 (1 – 1)  | 5' Henk Wery 1-0, 15' Willem van Arnhem 1-1 |
| 7 november 1965   | SC Gooiland – Hilversum | 0 – 1 (0 – 1)  | 22' Peter Wiskie 0-1 |
| 2 januari 1966    | DOS – SC Gooiland       | 12 – 2 (3 – 2) | 11' Ger Farenhorst 0-1, 15' Tonny van der Linden 1-1, 31' Cor Kriekaard 1-2, 34' Tonny van der Linden 2-2, 44' Henk Wery 3-2, 50' Tonny van der Linden 4-2, 57' Tonny van der Linden 5-2, 64' Tonny van der Linden 6-2, 68' Tonny van der Linden 7-2, 74' Dick Weijman 8-2, 83' Rini Block 9-2, 85' Tonny van der Linden 10-2, 86' Henk Wery 11-2, 89' Leo Kuhnen 12-2 |
| 2 januari 1966    | Velox – Hilversum       | 3 – 1 (1 – 0)  | 1' Wim Heerbaart 1-0, 66' Joop van Maurik 2-0, 76' Joop de Haan 2-1, 79' Wilco Schras (e.d.) 3-1 |

### Groep 13
| Datum             | Wedstrijd             | Uitslag       | Scoreverloop |
| ----------------- | --------------------- | ------------- | --- |
| 19 september 1965 | Elinkwijk – Xerxes    | 2 – 4 (2 – 2) | 6' Henny van Egdom 1-0, 17' John Spinhoven (pen) 1-1, 33' Arnold (Nol) Heijerman 1-2, 40' Ton Pansier (e.d.) 2-2, 50' Arnold (Nol) Heijerman 2-3, 59' Piet Teuling 2-4 |
| 19 september 1965 | Excelsior – HVC       | 0 – 0         | |
| 7 november 1965   | HVC – Elinkwijk       | 1 – 5 (1 – 3) | 9' Henny van Egdom 0-1, 14' Ab Ruitenbeek 1-1, 20' Henny van Egdom 1-2, 24' Karel Sülzle 1-3, 72' Martin Voorn 1-4, 83' Henk van Laatum 1-5                            |
| 7 november 1965   | Xerxes – Excelsior    | 2 – 1 (2 – 0) | 15' Lazar Radović 1-0, 25' Lazar Radović 2-0, 85' Joop Munne 2-1 |
| 2 januari 1966    | Excelsior – Elinkwijk | 1 – 2 (0 – 1) | 7' Henny van Egdom 0-1, 49' Henny van Egdom 0-2, 62' Joop Munne 1-2 |
| 2 januari 1966    | HVC – Xerxes          | 1 – 3 (0 – 3) | 5' Lazar Radović 0-1, 15' Chiel Jansen 0-2, 37' Ton Pansier 0-3, 53' Rudi Nijenhuis 1-3                                                                                |

### Groep 14
| Datum             | Wedstrijd                  | Uitslag       | Scoreverloop |
| ----------------- | -------------------------- | ------------- | --- |
| 19 september 1965 | ADO – Fortuna Vl           | 4 – 1 (2 – 1) | 8' Frans van der Graaf 0-1, 12' Lambert Maassen (e.d.) 1-1, 18' Aad Mansveld (pen) 2-1, 65' Piet van Miert 3-1, 87' Piet van Miert 4-1     |
| 19 september 1965 | DHC – Holland Sport        | 0 – 3 (0 – 0) | 55' Piet de Vries 0-1, 67' Theo Valkenhoff 0-2, 85' Theo Valkenhoff 0-3                                                                    |
| 7 november 1965   | Fortuna Vl – DHC           | 2 – 3 (1 – 1) | 7' Eddy Blok 0-1, 34' Kees Blankenstein 1-1, 75' Sjaak Roggeveen 1-2, 84' Sjaak Roggeveen 1-3, 89' Cees Doesburg 2-3                       |
| 7 november 1965   | Holland Sport – ADO        | 2 – 4 (1 – 2) | 7' Piet van Miert 0-1, 29' Piet de Zoete 0-2, 44' Ben Roode 1-2, 59' Jaap van den Berg 2-2, 69' Martin Woltman 2-3, 85' Harrie Heijnen 2-4 |
| 22 december 1965  | Holland Sport – Fortuna Vl | 1 – 1 (1 – 0) | Jan de Letter 1-0, 75' Kees Blankenstein 1-1                                                                                               |
| 2 januari 1966    | ADO – DHC                  | 2 – 1 (1 – 1) | 26' Piet de Zoete 1-0, 27' Wienus Schook 1-1, 60' Piet van Miert 2-1                                                                       |

### Groep 15
| Datum             | Wedstrijd           | Uitslag       | Scoreverloop |
| ----------------- | ------------------- | ------------- | --- |
| 19 september 1965 | Sparta – D.F.C.     | 6 – 1 (3 – 1) | 10' Ole Madsen 1-0, 30' Henk Bosveld (pen) 2-0, 31' Jan Klijnjan 2-1, 44' Ole Madsen 3-1, 50' Gerard van de Kerkhof 4-1, 63' Jan Bouman 5-1, 70' Ole Madsen 6-1 |
| 19 september 1965 | SVV – Hermes DVS    | 3 – 2 (0 – 0) | 50' Maarten van Beek 1-0, 56' Leen Hubert 2-0, 63' Leen Hubert 3-0, 78' John Rost 3-1, 81' Ben Smit 3-2                                                         |
| 7 november 1965   | D.F.C. – SVV        | 0 – 7 (0 – 5) | 3' Jan Rijkuiter 0-1, 4' Jan Rijkuiter 0-2, 14' Louis Corpeleijn 0-3, 25' Leen Hubert 0-4, 30' Dick van Dijk 0-5, 53' Dick van Dijk 0-6, 85' Leen Hubert 0-7    |
| 7 november 1965   | Hermes DVS – Sparta | 2 – 4 (1 – 1) | 18' Jaap van de Griend 1-0, 21' Henk (Charly) Bosveld 1-1, 56' Tinus Bosselaar 1-2, 59' Ole Madsen 1-3, 80' Ben Smit 2-3, 89' Henk (Charly) Bosveld 2-4         |
| 2 januari 1966    | Sparta – SVV        | 3 – 0 (2 – 0) | 20' Ole Madsen 1-0, 31' Gerard van de Kerkhof 2-0, 69' Ole Madsen 3-0                                                                                           |

D.F.C.-Hermes DVS is niet meer gespeeld

## Tweede ronde
De wedstrijden in de tweede ronde waren gepland op 19 en 20 februari 1966. De helft van de wedstrijden werd echter afgelast en op een latere datum gespeeld.
| Datum            | Wedstrijd                 | Uitslag                    | Scoreverloop |
| ---------------- | ------------------------- | -------------------------- | --- |
| 20 februari 1966 | PSV – DWS                 | 3 – 2 n.v. (2 – 2) (2 – 0) | 6' Gerard Hoenen 1-0, 30' Willy van der Kuijlen 2-0, 73' Jos Vonhof 2-1, 82' Mosje Temming 2-2, 95' Eddy Koens 3-2                                                         |
| 20 februari 1966 | NAC – Heracles            | 2 – 0 (0 – 0)              | 48' Jacques Visschers 1-0, 54' Wim Groenewegen 2-0 |
| 20 februari 1966 | FC Den Bosch/BVV – Sparta | 2 – 3 n.v. (2 – 2) (1 – 1) | 12' Ton Kemper 0-1, 30' Theo Borsten (pen) 1-1, 47' Theo Borsten (p) 2-1, 70' Henk (Charly) Bosveld 2-2, 111' Gerard van de Kerkhof 2-3                                    |
| 20 februari 1966 | Xerxes – De Graafschap    | 2 – 1 (0 – 1)              | 33' Joop Hartjes 0-1, 75' Lazar Radović 1-1, 85' Theo van Toledo 2-1 |
| 2 maart 1966     | DOS – ADO                 | 3 – 4 (3 – 3)              | 2' Kees Aarts 0-1, 18' Lambert Maassen 0-2, 21' Sietze de Vries 1-2, 28' Tonny van der Linden 2-2, 35' Piet van Miert 2-3, 41' Eddy Achterberg 3-3, 75' Piet van Miert 3-4 |
| 10 maart 1966    | Telstar – MVV             | 2 – 0 (2 – 0)              | 10' Carlos Wisnesky 1-0, 16' Ruud Geels 2-0 |
| 17 maart 1966    | Ajax – Veendam            | 7 – 0 (3 – 0)              | 27' Johan Cruijff 1-0, 39' Johan Cruijff 2-0, 43' Klaas Nuninga 3-0, 51' Sjaak Swart 4-0, 53' Johan Cruijff 5-0, 57' Hemmo Kerkhof (e.d.) 6-0, 89' Johan Cruijff 7-0       |
| 30 maart 1966    | Go Ahead – Feijenoord     | 3 – 0 (2 – 0)              | 30' Cor Adelaar 1-0, 38' Jan Boekestein 2-0, 62' Gerrit Niehaus 3-0 |

## Kwartfinales
| Datum         | Wedstrijd       | Uitslag       | Scoreverloop |
| ------------- | --------------- | ------------- | --- |
| 16 april 1966 | Sparta – Xerxes | 6 – 2 (3 – 1) | 23' Ole Madsen 1-0, 24' Rob Jacobs 1-1, 30' Ole Madsen 2-1, 34' Ton Kemper 3-1, 53' Rob Jacobs 3-2, 55' John Spinhoven (e.d.) 4-2, 65' Co Onsman 5-2, 72' Ole Madsen 6-2               |
| 21 april 1966 | NAC – ADO       | 1 – 3 (1 – 1) | 9' Lambert Maassen 0-1, 35' Tomislav Kaloperović (pen) 1-1, 46' Harrie Heijnen 1-2, 54' Kees Aarts 1-3                                                                                 |
| 21 april 1966 | Go Ahead – Ajax | 1 – 0 (1 – 0) | 9' Gerrit Niehaus 1-0 |
| 21 april 1966 | PSV – Telstar   | 6 – 1 (2 – 1) | 20' Fred André 0-1, 38' Gerard Hoenen 1-1, 40' Gerard Hoenen 2-1, 53' Willy van der Kuijlen 3-1, 56' Daan Schrijvers (pen) 4-1, 62' Willy van der Kuijlen 5-1, 90' Fons van Wissen 6-1 |

## Halve finales
| Datum                         | Wedstrijd      | Uitslag       | Scoreverloop |
| ----------------------------- | -------------- | ------------- | --- |
| 6 mei 1966 terrein Feijenoord | PSV – Sparta   | 2 – 4 (0 – 1) | 35' Henk (Charly) Bosveld 0-1, 52' Ton Kemper 0-2, 63' Willy van der Kuijlen 1-2, 73' Henk (Charly) Bosveld (pen) 1-3, 76' Daan Schrijvers 2-3, 89' Henk (Charly) Bosveld 2-4 |
| 12 mei 1966 terrein DOS       | Go Ahead – ADO | 2 – 4 (1 – 4) | 11' Cor Adelaar 1-0, 17' Harrie Heijnen 1-1, 38' Harrie Heijnen 1-2, 42' Kees Aarts (pen) 1-3, 44' Kees Aarts 1-4, 62' Gerrit Niehaus 2-4                                     |

## Finale
De finale vond plaats op 25 mei 1966. ADO was voor de vierde keer in zeven jaar finalist, maar wist net als de drie voorgaande keren de beker niet te winnen. De winst ging naar Sparta, dat de KNVB Beker na 1958 en 1962 voor de derde keer won. De wedstrijd werd in de 60e minuut beslist door een doelpunt van de Deen Ole Madsen.
|                               |                |               |     |                                                                             |
| 25 mei 1966 Finale KNVB Beker | Sparta         | 1 – 0 (0 – 0) | ADO | Stadion Feijenoord, Rotterdam Toeschouwers: 24.000 Scheidsrechter: Leo Horn |
| 25 mei 1966 Finale KNVB Beker | Ole Madsen 60' |               |     | Stadion Feijenoord, Rotterdam Toeschouwers: 24.000 Scheidsrechter: Leo Horn |

| Sparta         |  |                  |
|                |  |                  |
| DM             |  | Pim Doesburg     |
|                |  | Hans Buitendijk  |
|                |  | Hans Bentzon     |
|                |  | Ton Kemper       |
|                |  | Hans Eijkenbroek |
|                |  | Theo Laseroms    |
|                |  | Tinus Bosselaar  |
|                |  | Jan Bouman       |
|                |  | Ole Madsen       |
|                |  | Henk Bosveld     |
|                |  | Co Onsman        |
| Trainer:       |  |                  |
| Daaf Westhoven |  |                  |

| ADO          |  |                    |
|              |  |                    |
| DM           |  | Ton Thie           |
|              |  | Jaques Smit        |
|              |  | Jan Villerius      |
|              |  | Aad Mansveld       |
|              |  | Harry Vos          |
|              |  | Joop Jochems       |
|              |  | Piet de Zoete      |
|              |  | Harrie Heijnen     |
|              |  | Theo van der Burch |
|              |  | Lambert Maassen    |
|              |  | Kees Aarts         |
| Trainer:     |  |                    |
| Ernst Happel |  |                    |

| KNVB Beker 1965/66 |
| ------------------ |
| Sparta Derde titel |

Seizoenen: 1898/99 · 1899/00 · 1900/01 · 1901/02 · 1902/03 · 1903/04 · 1904/05 · 1905/06 · 1906/07 · 1907/08 · 1908/09 · 1909/10 · 1910/11 · 1911/12 · 1912/13 · 1913/14 · 1914/15 · 1915/16 · 1916/17 · 1917/18 · 1918/19 · 1919/20 · 1920/21 · 1921/22 · 1922/23 · 1923/24 · 1925 · 1925/26 · 1926/27 · 1927/28 · 1928/29 · 1929/30 · 1930/31 · 1931/32 · 1932/33 · 1933/34 · 1934/35 · 1935/36 · 1936/37 · 1937/38 · 1938/39 · 1939/40 · 1940/41 · 1941/42 · 1942/43 · 1943/44 · 1944/45 · 1945/46 · 1946/47 · 1947/48 · 1948/49 · 1949/50 · 1950/51 · 1951/52 · 1952/53 · 1953/54 · 1954/55 · 1955/56 · 1956/57 · 1957/58 · 1958/59 · 1959/60 · 1960/61 · 1961/62 · 1962/63 · 1963/64 · 1964/65 · 1965/66 · 1966/67 · 1967/68 · 1968/69 · 1969/70 · 1970/71 · 1971/72 · 1972/73 · 1973/74 · 1974/75 · 1975/76 · 1976/77 · 1977/78 · 1978/79 · 1979/80 · 1980/81 · 1981/82 · 1982/83 · 1983/84 · 1984/85 · 1985/86 · 1986/87 · 1987/88 · 1988/89 · 1989/90 · 1990/91 · 1991/92 · 1992/93 · 1993/94 · 1994/95 · 1995/96 · 1996/97 · 1997/98 · 1998/99 · 1999/00 · 2000/01 · 2001/02 · 2002/03 · 2003/04 · 2004/05 · 2005/06 · 2006/07 · 2007/08 · 2008/09 · 2009/10 · 2010/11 · 2011/12 · 2012/13 · 2013/14 · 2014/15 · 2015/16 · 2016/17 · 2017/18 · 2018/19 · 2019/20 · 2020/21 · 2021/22 · 2022/23 · 2023/24 · 2024/25 · 2025/26
Finales: 2013 · 2014 · 2015 · 2016 · 2017 · 2018 · 2019 · 2020 · 2021 · 2022 · 2023 · 2024 · 2025
Nederland: Eredivisie · Eerste divisie · Tweede divisie · Derde divisie/Topklasse · KNVB Beker
Europa: Champions League · Europa Cup I · Europa Cup II · Europa League · UEFA Cup · Jaarbeursstedenbeker · Intertoto Cup